# Highway to Hell
Highway to Hell е шестият студиен албум на AC/DC. Песните са написани от братя Йънг и Бон Скот. Това е и последният албум на Бон, който скоро след това умира от алкохолно отравяне.

## Списък на песните
1.Highway to Hell – 3:28
2.Girls Got Rhythm – 3:23
3.Walk All Over You – 5:10
4.Touch Too Much – 4:27
5.Beating Around the Bush – 3:56
6.Shot Down in Flames – 3:22
7.Get It Hot – 2:34
8.If You Want Blood (You've Got It) – 4:37
9.Love Hungry Man – 4:17
10.Night Prowler – 6:27

## Състав на групата
Бон Скот – вокал
Ангъс Йънг – соло китара
Малкълм Йънг – ритъм китара, беквокали
Клиф Уилямс – бас, беквокали
Фил Ръд – ударни